# 科利山
81°15′S 158°13′E / 81.250°S 158.217°E
科利山（英語：Mount Coley）是南極洲的山峰，位於奧次地，屬於邱吉爾山脈的一部分，處於弗羅斯特山以南6公里，海拔高度2,570米，現時由南極條約體系管理。